# Kaya Imani
Kaya Imani, artiestennaam van Kaya Gesser, is een Nederlandse r&b-zangeres. In 2023 debuteerde ze met haar ep Imani en in 2024 werd haar eerste album Alles uitgebracht.

## Biografie
Kaya Imani komt uit IJsselstein en maakt als sinds jonge leeftijd muziek. Op zevenjarige leeftijd begon ze met zang- en pianolessen en werd ze muzikaal beïnvloed door haar vader, die naar een groot verscheidenheid aan muziek luisterde, zoals Bobby Brown, Bob Marley, Michael Jackson,  Buena Vista Social Club en The Opposites. Toen zij vijftien jaar was overleed haar vader. Om het verlies te verwerken, begon ze met het maken van muziek. Ze schrijft haar eigen nummers, die kunnen worden ingedeeld in de genres moderne r&b, soul en hiphop.
Haar eerste single was Eenzaam aan het einde van 2022. Begin 2023 deed de zangeres mee aan de wedstrijd FunX Talent: R&B Edition op radiozender NPO FunX. Deze wist zij niet te winnen, maar betekende wel haar doorbraak voor het grotere publiek. Ze stond in daar jaar op albums van de rappers Mael en Idaly en bracht aan het eind van het jaar haar debuutep Imani uit. Op deze ep staan gastbijdragen van Mael en Bryan Mg. 
Aan het begin van 2024 werd er samengewerkt met Jiri11 en ADF Samski voor het lied Ben met je, welke bij NPO FunX werd uitgeroepen tot DiXte track. Bij dezelfde radiozender won ze een FunX Music Awards in de categorie Next Best. Er werden in 2024 verschillende singles door Kaya Imani uitgebracht, waaronder Cruise control met Yssi SB, That's my shorty met Genna en Luv met Ronnie Flex en Idaly. Die laatste single werd eveneens uitgeroepen tot DiXte bij FunX. Ook stond ze op een nummer op het album Astronaut van Isabèl Usher.
In november 2024 bracht de zangeres onder eigen beheer haar debuutalbum Alles uit, met gastbijdrage van Yssi SB, Genna en sor. Later in die maand werd aangekondigd dat ze in 2025 zal spelen op showcasefestival Noorderslag.

## Discografie (albums en ep's)
- Imani (ep, 2023)
- Alles (album, 2024)